# Kup Krešimira Ćosića 2008./09.
Kup Krešimira Ćosića 2008./09. je bilo osamnaesto izdanje ovog natjecanja koje je šesti put osvojila zagrebačka Cibona.

## Rezultati

### 1. krug
Igrano 13. prosinca 2008.
| klub1                  | rezultat | klub2                    |
| ---------------------- | -------- | ------------------------ |
| Trogir                 | 83:82    | Dubrava Zagreb           |
| Voštarnica Zadar       | 73:67    | Svjetlost Slavonski Brod |
| Vrijednosnice OS Darda | 73:71    | Alkar Sinj               |
| Dubrovnik              | 85:89    | Kvarner Rijeka           |

### 2. krug
Igrano 19. i 20. prosinca 2008.
| klub1                  | rezultat | klub2                 |
| ---------------------- | -------- | --------------------- |
| Trogir                 | 91:73    | Borik Puntamika Zadar |
| Vrijednosnice OS Darda | 72:97    | Cedevita Zagreb       |
| Šibenik                | 88:96    | Kvarner Rijeka        |
| Voštarnica Zadar       | 56:69    | Zabok                 |

### Četvrtzavršnica
Igrano 27. i 30. prosinca 2008., te 14. siječnja 2009.
| klub1           | rezultat | klub2                     |
| --------------- | -------- | ------------------------- |
| Split           | 96:75    | Kvarner Rijeka            |
| Trogir          | 87:95    | Zadar                     |
| Zabok           | 63:92    | Cibona Zagreb             |
| Cedevita Zagreb | 73:79    | Zagreb Croatia osiguranje |

### Final Four
Igran 20. i 21. veljače 2009. u Zadru u Dvorani Krešimira Ćosića.
| klub1         | rezultat | klub2                     |
| ------------- | -------- | ------------------------- |
| Split         | 69:82    | Zagreb Croatia osiguranje |
| Zadar         | 75:83    | Cibona Zagreb             |
|               |          |                           |
| završnica     |          |                           |
| Cibona Zagreb | 73:63    | Zagreb Croatia osiguranje |

## Poveznice
- A-1 liga 2008./09.
- A-2 liga 2008./09.
- B-1 liga 2008./09.
- C liga 2008./09.